# Központ (hetilap)
A Központ magyar nyelvű közéleti hetilap, amely Maros megyében jelenik meg. Első száma 2006. október 23-án jelent meg, az 1956-os forradalom ötvenedik évfordulóján.
Mottója: Hogy ne úgy lássa az életet, mint a Holdat. Mi megmutatjuk az érem másik oldalát is.

## Története
A lap 2009 októberében indult újra, tulajdonosváltással, új munkatársakkal, illetve friss logóval. A lapot a Medical Publicity SRL adja ki, laptulajdonos ifj. dr. Benedek István. Azóta Maros megye egyetlen magyar nyelvű hetilapja, amely leginkább háttéranyagokkal, publicisztikákkal, valamint sport-, humor-, vásárhelyi épületek és rejtvényrovattal informálja, illetve szórakoztatja az olvasóit a megye közéleti, kulturális, politikai történéseiről. Megjelenik minden héten, csütörtökön.

## Célja
A lap célja 2009-es indulásakor egy adott eszmerendszer népszerűsítése volt, azóta is ezt az utat követi, radikálisan fogalmazó, emellett tényszerűségre törekvő kiadvány.

## Szerkesztőség
A lap története során olyan újságírók publikáltak a Központban, mint Barabás László, Bölöni Domokos, Máthé Éva, Sebestyén Péter, Tófalvi Zoltán.
Jelenlegi munkatársak: Czimbalmos Ferenc Attila, Ferencz Zsombor, Molnár Tibor, Nagy-Bodó Tibor, Nemes Gyula, Pál Piroska. Tördelőszerkesztő: Szegedi Attila. Rejtvényszerkesztő: Hidegh András.

## Külső hivatkozások
- Honlap Archiválva 2007. szeptember 28-i dátummal a Wayback Machine-ben
- www.facebook.com/kozpont.maros.megyei.hetilap